# Puchar EHF piłkarzy ręcznych 2017/2018
Puchar EHF piłkarzy ręcznych 2017/2018 – 37. edycja europejskich rozgrywek. W rozgrywkach udział wzięły 63 drużyny, w tym ubiegłoroczny zwycięzca oraz trzy drużyny, które odpadły w kwalifikacjach do EHF Ligi Mistrzów 2017/2018.
Losowanie pierwszej i drugiej rundy kwalifikacyjnej odbyło się 18 lipca 2017 w Wiedniu, losowanie trzeciej rundy kwalifikacyjnej odbyło się 17 października 2017. Losowanie fazy grupowej odbyło się 30 listopada 2017, losowanie ćwierćfinałów odbyło się 03.04.2018. Losowanie turnieju finałowego odbyło się 2 maja 2018 o godz. 11:00 w Magdeburgu. Turniej finałowy odbył się w dniach 19–20 maja 2018 w hali GETEC Arena w Magdeburgu.

## Drużyny uczestniczące
| Pierwsza runda kwalifikacyjna | Pierwsza runda kwalifikacyjna | Pierwsza runda kwalifikacyjna | Pierwsza runda kwalifikacyjna |
| ----------------------------- | ----------------------------- | ----------------------------- | ----------------------------- |
| RK Dubrava                    | SL Benfica                    | Byåsen Håndball Elite         | ZTR Zaporoże                  |
| HC Dukla Praga                | Valur Reykjavík               | Maccabi Riszon le-Cijjon      | SG Handball West Wien         |
| Achilles Bocholt              | RK Vojvodina                  | Dikeas Ateny                  | KH Besa Famiglia              |
| HV KRAS/Volendam              | Handball Esch                 | SERVITI Põlva                 | Beykoz Belediyesi SK          |
| SSV Bozen                     | Olimpus-85 USEFS              | RK Partizan Tivat             | Dragūnas Kłajpeda             |
| Talent Pilzno                 | Ungmennafélagið Afturelding   | RK Dinamo Pančevo             | AC Doukas                     |
| RK Ohrid 2013                 | HC Kriens-Luzern              | HRK Gorica                    | ØIF Arendal                   |
| Haukar Hafnarfjörður          | Bregenz Handball              |                               |                               |
| Druga runda kwalifikacyjna    |                               |                               |                               |
| Riihimäki Cocks               | OCI-Lions                     | Csurgói KK                    | Wacker Thun                   |
| HCM Constanța                 | SKA Mińsk                     | RK Nexe Našice                | FC Porto                      |
| St. Petersburg HC             | Gwardia Opole                 | Helvetia Anaitasuna           | Chambéry Savoie Handball      |
| Team Tvis Holstebro           | Balatonfüredi KSE             | HK Malmö                      | Pfadi Winterthur              |
| CSM Bukareszt                 |                               |                               |                               |
| Trzecia runda kwalifikacyjna  |                               |                               |                               |
| Frisch Auf! GöppingenOT       | Grundfos Tatabánya KC         | Füchse Berlin                 | Naturhouse La Rioja           |
| Bjerringbro-Silkeborg         | RD Riko Ribnica               | CYEB Budakalász               | Azoty-Puławy                  |
| SC Magdeburg                  | BM Granollers                 | Saint-Raphaël Var Handball    | Team Esbjerg                  |
| RD Koper 2013                 | Lugi HF                       | Alpla HC Hard                 | Tatran Preszów                |

Uwagi/legenda
- OT Obrońca tytułu
- Drużyny, która odpadły z kwalifikacji do Ligi Mistrzów

## System rozgrywek
Puchar EHF piłkarzy ręcznych w sezonie 2017/2018 składał się z czterech faz: trzech rund kwalifikacyjnych do fazy grupowej, fazy grupowej, fazy pucharowej oraz turnieju finałowego.
- Rundy kwalifikacyjne: uczestniczyły łącznie 63 drużyny. W pierwszej rundzie kwalifikacyjnej wzięło udział 30 drużyn. Do drugiej rundy awansowali zwycięzcy dwumeczów. W drugiej rundzie kwalifikacyjnej udział wzięły 32 drużyny: 15 drużyn z pierwszej rundy i 17 następnych drużyn z zestawienia EHF, w tym dwie ostatnia drużyna z turnieju kwalifikacyjnego EHF Ligi Mistrzów 2017/2018. Zwycięzcy dwumeczów awansowali do trzeciej rundy. W trzeciej rundzie udział wzięły 32 drużyny: 16 drużyn z drugiej rundy i 16 następnych drużyn z zestawienia EHF, w tym obrońca tytułu oraz pozostali przegrani z turnieju kwalifikacyjnego EHF Ligi Mistrzów. Zwycięzcy dwumeczów awansowali do fazy grupowej.
- Faza grupowa: w fazie grupowej drużyny zostały podzielone na 4 grupy po 4 drużyny. Najlepsze dwie drużyny awansowały do ćwierćfinałów.
- Faza pucharowa: składała się z 1/4 finału.
- Turniej finałowy: uczestniczyli w nim zwycięzcy ćwierćfinałów i składała się z półfinałów, meczu o 3. miejsce oraz finału.

## Rundy kwalifikacyjne

### Pierwsza runda kwalifikacyjna
Rozstawionymi zespołami w losowaniu było pierwszych 15 drużyn z zestawienia EHF uczestniczących w pierwszej rundzie kwalifikacyjnej i w toku losowania zostały połączone w pary z pozostałymi 15 drużynami.
| Drużyna 1                            | Wynik dwumeczu | Drużyna 2                | Pierwszy mecz | Drugi mecz |
| ------------------------------------ | -------------- | ------------------------ | ------------- | ---------- |
| AC Doukas                            | 37:59          | RK Vojvodina             | 13:33         | 24:26      |
| KH Besa Famiglia                     | 52:56          | Beykoz Belediyesi SK     | 29:21         | 23:35      |
| Dragūnas Kłajpeda                    | 71:72          | RK Dubrava               | 36:36         | 35:36      |
| HC Dukla Praga                       | 52:61          | Haukar Hafnarfjörður     | 27:30         | 25:31      |
| Talent Pilzno                        | 50:39          | Olympiakos SFP Pireus    | 21:21         | 29:18      |
| RK Partizan Tivat                    | 39:70          | Achilles Bocholt         | 19:38         | 20:32      |
| Valur Reykjavík                      | 64:58          | SSV Bozen                | 34:27         | 30:31      |
| SL Benfica                           | 74:48          | RK Dinamo Pančevo        | 39:20         | 35:28      |
| RK Ohrid 2013                        | 48:47          | HV KRAS/Volendam         | 24:24         | 24:23      |
| HC Kriens-Luzern                     | 45:53          | ZTR Zaporoże             | 24:20         | 21:23      |
| Olimpus-85 USEFS                     | 48:84          | Maccabi Riszon le-Cijjon | 20:39         | 28:45      |
| Ungmennafélagið Afturelding          | 52:55          | Byåsen Håndball Elite    | 25:26         | 27:29      |
| Handball Esch                        | 50:57          | ØIF Arendal              | 25:29         | 25:28      |
| SG Handball West Wien                | 57:55          | Bregenz Handball         | 30:28         | 27:27      |
| HRK Gorica                           | 43:46          | SERVITI Põlva            | 21:21         | 22:25      |
| Po lewej gospodarz pierwszego meczu. |                |                          |               |            |

### Druga runda kwalifikacyjna
Rozstawionymi zespołami w losowaniu było pierwszych 16 drużyn z zestawienia EHF uczestniczących w drugiej rundzie kwalifikacyjnej i w toku losowania zostały połączone w pary z jedną drużyną, która zaczęła rozgrywki od drugiej rundy oraz 15 zwycięzcami dwumeczy pierwszej rundy kwalifikacyjnej.
| Drużyna 1                            | Wynik dwumeczu | Drużyna 2                | Pierwszy mecz | Drugi mecz |
| ------------------------------------ | -------------- | ------------------------ | ------------- | ---------- |
| HC Kriens-Luzern                     | 32:65          | Team Tvis Holstebro      | 16:27         | 16:38      |
| Achilles Bocholt                     | 65:72          | Riihimäki Cocks          | 40:35         | 25:37      |
| Beykoz Belediyesi SK                 | 48:71          | HK Malmö                 | 27:36         | 21:35      |
| RK Ohrid 2013                        | 46:81          | FC Porto                 | 20:37         | 26:44      |
| HCM Constanța                        | 51:46          | Byåsen Håndball Elite    | 24:22         | 27:24      |
| SERVITI Põlva                        | 46:59          | RK Nexe Našice           | 25:27         | 21:32      |
| OCI-Lions                            | 51:57          | ØIF Arendal              | 25:28         | 26:29      |
| Haukar Hafnarfjörður                 | 63:62          | St. Petersburg HC        | 32:27         | 31:35      |
| Pfadi Winterthur                     | 61:39          | RK Vojvodina             | 35:22         | 26:17      |
| Helvetia Anaitasuna                  | 70:49          | Talent Pilzno            | 40:26         | 30:23      |
| SG Handball West Wien                | 49:59          | Wacker Thun              | 22:27         | 27:32      |
| Balatonfüredi KSE                    | 55:41          | Valur Reykjavík          | 27:22         | 28:19      |
| CSM Bukareszt                        | 56:63          | SKA Mińsk                | 26:30         | 30:33      |
| SL Benfica                           | 49:50          | Gwardia Opole            | 28:24         | 21:26      |
| Maccabi Riszon le-Cijjon             | 51:60          | Chambéry Savoie Handball | 24:29         | 27:31      |
| Csurgói KK                           | 59:60          | RK Dubrava               | 33:24         | 26:36      |
| Po lewej gospodarz pierwszego meczu. |                |                          |               |            |

### Trzecia runda kwalifikacyjna
Rozstawionymi zespołami w losowaniu było 16 najlepszych drużyn z zestawienia EHF i w toku losowania zostały połączone w pary z 16 zwycięzcami drugiej rundy kwalifikacyjnej.
| Drużyna 1                            | Wynik dwumeczu | Drużyna 2                | Pierwszy mecz | Drugi mecz |
| ------------------------------------ | -------------- | ------------------------ | ------------- | ---------- |
| CYEB Budakalász                      | 48:61          | Helvetia Anaitasuna      | 27:35         | 21:26      |
| Azoty-Puławy                         | 59:59          | Team Tvis Holstebro      | 30:27         | 29:32      |
| SC Magdeburg                         | 53:52          | HCM Constanța            | 27:25         | 26:27      |
| FC Porto                             | 52:63          | Füchse Berlin            | 27:25         | 25:33      |
| Gwardia Opole                        | 51:52          | RD Koper 2013            | 30:25         | 21:27      |
| Frisch Auf! Göppingen                | 58:48          | ØIF Arendal              | 27:27         | 31:21      |
| Riihimäki Cocks                      | 49:46          | RD Riko Ribnica          | 24:17         | 25:29      |
| Wacker Thun                          | 40:40          | Alpla HC Hard            | 19:17         | 21:23      |
| Grundfos Tatabánya KC                | 46:47          | Chambéry Savoie Handball | 25:24         | 21:23      |
| BM Granollers                        | 55:46          | Balatonfüredi KSE        | 28:21         | 27:25      |
| Lugi HF                              | 51:46          | Pfadi Winterthur         | 29:29         | 22:17      |
| HK Malmö                             | 50:59          | Bjerringbro-Silkeborg    | 25:23         | 25:36      |
| Team Esbjerg                         | 50:52          | RK Nexe Našice           | 29:26         | 21:26      |
| Saint-Raphaël Var Handball           | 81:60          | RK Dubrava               | 40:29         | 41:31      |
| SKA Mińsk                            | 66:63          | Naturhouse La Rioja      | 36:28         | 30:35      |
| Tatran Preszów                       | 47:47          | Haukar Hafnarfjörður     | 24:21         | 23:26      |
| Po lewej gospodarz pierwszego meczu. |                |                          |               |            |

W dwumeczach Azoty-Puławy z Team Tvis Holstebro, Wacker Thun z Alpla HC Hard oraz Tatran Preszów i Haukar Hafnarfjörður wystąpiły remisy, awans wywalczyły zespoły, które strzeliły więcej bramek na wyjeździe.

## Faza grupowa
Losowanie fazy grupowej odbędzie się 30 listopada 2017 w Wiedniu. 16 drużyn – zwycięzcy z trzeciej rundy kwalifikacyjnej – zostało podzielonych na 4 koszyki i w wyniku losowania zostały utworzone 4 grupy.
| Koszyk 1                                                               | Koszyk 2                                                               | Koszyk 3                                                             | Koszyk 4                                         |
| ---------------------------------------------------------------------- | ---------------------------------------------------------------------- | -------------------------------------------------------------------- | ------------------------------------------------ |
| SKA Mińsk Chambéry Savoie Handball Frisch Auf! Göppingen Füchse Berlin | Bjerringbro-Silkeborg Helvetia Anaitasuna Riihimäki Cocks Azoty-Puławy | RK Nexe Našice BM Granollers Saint-Raphaël Var Handball SC Magdeburg | RD Koper 2013 Wacker Thun Lugi HF Tatran Preszów |

### Grupa A
| Lp. | Drużyna               | M | Mecze | Mecze | Mecze | Bramki | Bramki | Bramki | Pkt |
| Lp. | Drużyna               | M | W     | R     | P     | +      | −      | +/−    | Pkt |
| --- | --------------------- | - | ----- | ----- | ----- | ------ | ------ | ------ | --- |
| 1.  | SC Magdeburg          | 6 | 5     | 0     | 1     | 192    | 157    | +35    | 10  |
| 2.  | Bjerringbro-Silkeborg | 6 | 3     | 0     | 3     | 166    | 167    | −1     | 6   |
| 3.  | SKA Mińsk             | 6 | 2     | 1     | 3     | 177    | 178    | −1     | 5   |
| 4.  | Tatran Preszów        | 6 | 1     | 1     | 4     | 146    | 169    | −23    | 3   |

| Gospodarz \ Gość      | SKA   | BSV   | MAG   | PRE   |
| SKA Mińsk             |       | 27:26 | 31:33 | 34:27 |
| Bjerringbro-Silkeborg | 32:30 |       | 27:26 | 27:19 |
| SC Magdeburg          | 35:30 | 33:26 |       | 36:24 |
| Tatran Preszów        | 25:25 | 32:28 | 19:29 |       |

### Grupa B
| Lp. | Drużyna                    | M | Mecze | Mecze | Mecze | Bramki | Bramki | Bramki | Pkt |
| Lp. | Drużyna                    | M | W     | R     | P     | +      | −      | +/−    | Pkt |
| --- | -------------------------- | - | ----- | ----- | ----- | ------ | ------ | ------ | --- |
| 1.  | Füchse Berlin              | 6 | 5     | 0     | 1     | 185    | 154    | +31    | 10  |
| 2.  | Saint-Raphaël Var Handball | 6 | 5     | 0     | 1     | 183    | 165    | +18    | 10  |
| 3.  | Helvetia Anaitasuna        | 6 | 2     | 0     | 4     | 174    | 201    | −27    | 4   |
| 4.  | Lugi HF                    | 6 | 0     | 0     | 6     | 169    | 191    | −22    | 0   |

| Gospodarz \ Gość           | BER   | ANA   | SRA   | LUG   |
| Füchse Berlin              |       | 34:23 | 21:26 | 34:25 |
| Helvetia Anaitasuna        | 28:30 |       | 29:38 | 34:32 |
| Saint-Raphaël Var Handball | 25:34 | 36:27 |       | 28:26 |
| Lugi HF                    | 27:32 | 31:33 | 28:30 |       |

### Grupa C
| Lp. | Drużyna               | M | Mecze | Mecze | Mecze | Bramki | Bramki | Bramki | Pkt |
| Lp. | Drużyna               | M | W     | R     | P     | +      | −      | +/−    | Pkt |
| --- | --------------------- | - | ----- | ----- | ----- | ------ | ------ | ------ | --- |
| 1.  | Frisch Auf! Göppingen | 6 | 6     | 0     | 0     | 177    | 144    | +33    | 12  |
| 2.  | RK Nexe Našice        | 6 | 4     | 0     | 2     | 164    | 152    | +12    | 8   |
| 3.  | RD Koper 2013         | 6 | 1     | 0     | 5     | 152    | 168    | −16    | 2   |
| 4.  | Riihimäki Cocks       | 6 | 1     | 0     | 5     | 143    | 172    | −29    | 2   |

| Gospodarz \ Gość      | FAG   | COC   | NXE   | KOP   |
| Frisch Auf! Göppingen |       | 33:27 | 30:27 | 31:26 |
| Riihimäki Cocks       | 20:31 |       | 20:22 | 27:32 |
| RK Nexe Našice        | 24:27 | 31:24 |       | 29:24 |
| RD Koper 2013         | 20:25 | 23:25 | 27:31 |       |

### Grupa D
| Lp. | Drużyna                  | M | Mecze | Mecze | Mecze | Bramki | Bramki | Bramki | Pkt |
| Lp. | Drużyna                  | M | W     | R     | P     | +      | −      | +/−    | Pkt |
| --- | ------------------------ | - | ----- | ----- | ----- | ------ | ------ | ------ | --- |
| 1.  | BM Granollers            | 6 | 4     | 1     | 1     | 175    | 157    | +18    | 9   |
| 2.  | Chambéry Savoie Handball | 6 | 4     | 1     | 1     | 162    | 152    | +10    | 9   |
| 3.  | Azoty-Puławy             | 6 | 2     | 0     | 4     | 168    | 179    | −11    | 4   |
| 4.  | Wacker Thun              | 6 | 1     | 0     | 5     | 152    | 169    | −17    | 2   |

| Gospodarz \ Gość         | CHA   | PUL   | GRA   | THU   |
| Chambéry Savoie Handball |       | 28:22 | 30:30 | 27:22 |
| Azoty-Puławy             | 25:27 |       | 30:37 | 31:29 |
| BM Granollers            | 28:21 | 32:26 |       | 25:24 |
| Wacker Thun              | 25:29 | 26:34 | 26:23 |       |

## Faza pucharowa
W fazie pucharowej – ćwierćfinałach – uczestniczyło 6 najlepszych zespołów ze wszystkich grup oprócz gospodarza turnieju finałowego SC Magdeburg. Zwycięzcy dwumeczów dołączyli do gospodarza Turnieju Finałowego.
Losowanie par odbyło się 3 kwietnia 2018 r. o godz. 11:00. Przed losowaniem EHF dokonało podziału na koszyki:
| Koszyk 1                                          | Koszyk 2                                                           |
| ------------------------------------------------- | ------------------------------------------------------------------ |
| Füchse Berlin Frisch Auf! Göppingen BM Granollers | Saint-Raphaël Var Handball RK Nexe Našice Chambéry Savoie Handball |

W wyniku losowania powstały następujące pary:
| Drużyna 1                            | Wynik dwumeczu | Drużyna 2             | Pierwszy mecz | Drugi mecz |
| ------------------------------------ | -------------- | --------------------- | ------------- | ---------- |
| Saint-Raphaël Var Handball           | 67:63          | BM Granollers         | 37:23         | 30:40      |
| RK Nexe Našice                       | 44:45          | Füchse Berlin         | 28:20         | 16:25      |
| Chambéry Savoie Handball             | 54:61          | Frisch Auf! Göppingen | 27:30         | 27:31      |
| Po lewej gospodarz pierwszego meczu. |                |                       |               |            |

## Turniej Finałowy
Losowanie turnieju finałowego odbyło się 2 maja 2018 o godz. 11:00 w Magdeburgu.
|  |                            |                            |               |                   |    |                            |                            |       |
|  | Półfinały                  | Półfinały                  | Półfinały     |                   |    | Finał                      | Finał                      | Finał |
|  | Półfinały                  | Półfinały                  | Półfinały     |                   |    | Finał                      | Finał                      | Finał |
|  | 19 maja                    |                            |               |                   |    |                            |                            |       |
|  |                            |                            |               |                   |    |                            |                            |       |
|  | Saint-Raphaël Var Handball | Saint-Raphaël Var Handball | 28            |                   |    |                            |                            |       |
|  | Saint-Raphaël Var Handball | Saint-Raphaël Var Handball | 28            | 20 maja           |    |                            |                            |       |
|  | SC Magdeburg               | SC Magdeburg               | 27            |                   |    |                            |                            |       |
|  | SC Magdeburg               | SC Magdeburg               | 27            |                   |    | Saint-Raphaël Var Handball | Saint-Raphaël Var Handball | 25    |
|  | 19 maja                    |                            |               |                   |    | Saint-Raphaël Var Handball | Saint-Raphaël Var Handball | 25    |
|  |                            |                            | Füchse Berlin | Füchse Berlin     | 28 |                            |                            |       |
|  | Frisch Auf! Göppingen      | Frisch Auf! Göppingen      | Füchse Berlin | Füchse Berlin     | 28 | 24                         |                            |       |
|  | Frisch Auf! Göppingen      | Frisch Auf! Göppingen      |               |                   |    |                            |                            |       |
|  | Füchse Berlin              | Füchse Berlin              | 27            |                   |    |                            |                            |       |
|  | Füchse Berlin              | Füchse Berlin              | 27            | Mecz o 3. miejsce |    |                            |                            |       |
|  |                            |                            |               |                   |    |                            |                            |       |
|  | 20 maja                    |                            |               |                   |    |                            |                            |       |
|  |                            |                            |               |                   |    |                            |                            |       |
|  | SC Magdeburg               | SC Magdeburg               | 35            |                   |    |                            |                            |       |
|  | SC Magdeburg               | SC Magdeburg               | 35            |                   |    |                            |                            |       |
|  | Frisch Auf! Göppingen      | Frisch Auf! Göppingen      | 25            |                   |    |                            |                            |       |
|  | Frisch Auf! Göppingen      | Frisch Auf! Göppingen      | 25            |                   |    |                            |                            |       |

## Niebieskie kartki
Następujący zawodnicy otrzymali od sędziów najpierw czerwone a później niebieskie kartki za faule lub niesportowe zachowanie bez zawieszenia zawodnika na co najmniej jeden mecz:
- Valentyn Koshovy w meczu 3. rundy kwalifikacyjnej Azoty-Puławy - Team Tvis Holstebro

Następujący zawodnicy otrzymali od sędziów najpierw czerwone a później niebieskie kartki za faule lub niesportowe zachowanie z zawieszeniem na co najmniej jeden mecz:
- Ricardo Pesqueira w meczu 2. rundy kwalifikacyjnej: Gwardia Opole - SL Benfica - zawieszenie na dwa mecze[8]

## Biografia
- 2017/2018 EHF European Cup men. europeancup.eurohandball.com. [dostęp 2017-07-16]. (ang.).
- 2016/17 EHF CUP - Q1. europeancup.eurohandball.com. [dostęp 2017-07-16]. (ang.).
- 2016/17 EHF CUP - Q2. europeancup.eurohandball.com. [dostęp 2017-07-16]. (ang.).
- 2016/17 EHF CUP - Q3. europeancup.eurohandball.com. [dostęp 2017-07-16]. (ang.).
- 2016/17 EHF CUP - Group Phase. europeancup.eurohandball.com. [dostęp 2017-07-16]. (ang.).
- 2017/18 Men's EHF Cup – Quarter Finals. europeancup.eurohandball.com. [dostęp 2018-05-06]. (ang.).
- 2017/18 EHF CUP Men - Final Tournament. europeancup.eurohandball.com. [dostęp 2018-05-06]. (ang.).